# Мойсієнко Віра Василівна
Віра Василівна Мойсієнко (12 березня 1951, Сарнинки, Житомирська область) — українська науковиця, фахівець рослинництва, доктор сільськогосподарських наук (2006), професор (2008), Заслужений працівник сільського господарства України (2017).

## Із життєпису
У 1973 році закінчила Житомирський сільськогосподарський інститут, де відтоді й працює: 2007—12 роки — професор, від 2012 року — завідувач катедри рослинництва. Наукові дослідження: шляхи вирішення проблеми рослинного білка, інноваційні технології в рослинництві, лікарське рослинництво в зоні радіоактивного забруднення.

## Основні праці
- Корми з присадибної ділянки. Київ, 1990 (співавт.);
- Видовий склад та екологія рослинності сіножатей і пасовищ України. Житомир, 1998;
- Наукові основи агропромислового виробництва в зоні Полісся і західному регіоні України. Київ, 2010 (співавт.);
- Лікарські рослини. Житомир, 2012;
- Урбоекологія: Підручник. Житомир, 2015 (співавт.)[1].

## Нагороди та відзнаки
- Почесна грамота Міністерства аграрної політики та продовольства України (2007, 2012);
- Почесна грамота Міністерства освіти і науки (2016);
- Нагрудний знак «За вагомий внесок у розвиток освіти» (2013);
- «Заслужений працівник сільського господарства України» (2017);
- Відзнака «Честь і слава Житомирщини» (2021)[2].